# Sexsymbol
En sexsymbol är en i betraktarens ögon berömd person, och som oftast antas vara rik eller berömd, och som oavsett kön, anses vara sexuellt attraktiv av allmänheten. Begreppet myntades vid 1950-talets mitt om Hollywoodstjärnor som Marilyn Monroe, Brigitte Bardot och Raquel Welch. 

## Tecknat
Enligt Rotten Tomatoes, är den tecknade figuren Betty Boop från 1930-talet den "första och mest berömda" sexsymbolen på den animerade skärmen.

## Modeller
Exempel på modeller som räknats in är Cindy Crawford och Heidi Klum.

## Musik
Bland musiker som räknats dit finns bland andra Janet Jackson and Jon Bon Jovi.
I nummer 943 av tidskriften Rolling Stone den 4 mars 2004, beskrevs Beyoncé som en "crossoversexsymbol".

## Datorspel
Datorspelen har haft några figurer som blivit räknade som sexsymboler; en av dem är Lara Croft, som medverkat i flera mainstreammedier. Nell McAndrew, som föreställde Lara Croft i media 1998-1999, medverkade i Playboy i augusti 1999, även om tidskriften av juridiska skäl inte hade rätt att använda namnet "Lara Croft".
Andra sexsymboler med berömmelse i mainstreammedier är Rayne, första datorsspelsfigur som medverkade i Playboy, i 2004 års amerikanska oktobernummer, "Gaming Grows Up"; och Nina Williams, framröstad till "hetaste" kvinnliga fightingspelsfigur i Guinness World Records, Gamers Edition 2008.

## Personer som anses eller ansetts vara sexsymboler

### 1920-talet och tidigare
- Lillian Russell[15]
- Clara Bow[16]
- Rudolph Valentino[17]
- Theda Bara[18]
- Ramon Novarro[19]

### 1930-talet
- Errol Flynn[20]
- Jean Harlow
- Joan Crawford
- Bette Davis
- Ann Dvorak
- Chester Morris
- Henry Hull

### 1940-talet
- Rita Hayworth[21]
- Gene Tierney[22]
- Veronica Lake[23]
- Lena Horne, beskrevs som  "första svarta sexsymbolen"[24]
- Jane Russell[25]

### 1950-talet
- Brigitte Bardot[1]
- Gina Lollobrigida[26]
- Marilyn Monroe[1]

### 1960-talet
- Jane Fonda [27]
- Tom Jones[28]
- Raquel Welch[29]
- Ann-Margret
- Julie Christie
- Sarah Miles

### 1970-talet
- Farrah Fawcett[30]
- Pam Grier[31]
- Harrison Ford

### 1980-talet
- Bo Derek[32]
- Mel Gibson[33]
- Milli Vanilli
- Joey Tempest
- Kathleen Turner[34]
- Mickey Rourke[35]
- Geena Davis
- Fred Ward

### 1990-talet
- Aaliyah[36]
- Leonardo DiCaprio[37]
- Mariah Carey[38]

### 2000-talets första decennium
- Christian Bale[39]
- Monica Bellucci[40]
- Megan Fox[41]
- Scarlett Johansson[42]
- Angelina Jolie[43]
- Taylor Lautner[44]
- Heath Ledger[45]
- Eva Mendes[46]
- Britney Spears[47]